# Associazione Sportiva Trapani 1973-1974
Questa voce raccoglie i dati riguardanti il Trapani Calcio nelle competizioni ufficiali della stagione 1973-1974.

## Stagione
Nella stagione 1973-1974 l'Associazione Sportiva Trapani disputò il campionato di Serie C, raggiungendo l'8º posto.

## Divise
| Casa | Trasferta |

## Organigramma societario
Area direttiva
- Presidente: Antonio Romano
- Vicepresidente: Antonino Ruggirello

Area amministrativa
- Segretario: Giuseppe Di Bella

Area tecnica
- Direttore tecnico: Renato Piacentini
- Allenatore: Antonino Morana
- Allenatore in seconda: Vito Rallo

Area sanitaria
- Massaggiatore: Abbate

## Rosa
| N. |                   | Ruolo | Calciatore            |
| -- | ----------------- | ----- | --------------------- |
| 1  | Italia (bandiera) | P     | Giampiero Michelini   |
|    | Italia (bandiera) | P     | Rosario Amato         |
|    | Italia (bandiera) | D     | Vincenzo De Francisci |
|    | Italia (bandiera) | D     | Natale Picano         |
|    | Italia (bandiera) | D     | Matteo Spinelli       |
|    | Italia (bandiera) | D     | Giovanni Nicoletti    |
|    | Italia (bandiera) | D     | Filippo Calamusa      |
|    | Italia (bandiera) | D     | Sergio Carcione       |
|    | Italia (bandiera) | C     | Raffaele Jesari       |
|    | Italia (bandiera) | C     | Francesco Casisa      |
|    | Italia (bandiera) | C     | Rocco D'Aiello        |

| N. |                   | Ruolo | Calciatore           |
| -- | ----------------- | ----- | -------------------- |
|    | Italia (bandiera) | C     | Giovanni Bonetti     |
|    | Italia (bandiera) | C     | Giancarlo Massaccesi |
|    | Italia (bandiera) | C     | Domenico Cintura     |
|    | Italia (bandiera) | C     | Nicola Celano        |
|    | Italia (bandiera) | C     | Mario Gabriele       |
|    | Italia (bandiera) | A     | Corrado Fragasso     |
|    | Italia (bandiera) | A     | Piero Cracchiolo     |
|    | Italia (bandiera) | A     | Riccardo Filippazzo  |
|    | Italia (bandiera) | A     | Alessandro Padulo    |
|    | Italia (bandiera) | A     | Enzo Galletti        |
|    | Italia (bandiera) | A     | Bernardo Pescosolido |

## Calciomercato
| Arrivi | Arrivi               | Arrivi         | Arrivi |
| R.     | Nome                 | da             |        |
| ------ | -------------------- | -------------- | ------ |
| D      | Matteo Spinelli      | Varese         |        |
| A      | Corrado Fragasso     | Casertana      |        |
| A      | Enzo Galletti        | OMI Roma       |        |
| A      | Bennardo Pescosolido | Turris         |        |
| C      | Raffaele Jesari      | Sambenedettese |        |

## Risultati

### Serie C

#### Girone di andata
| Vasto 19 dicembre 1973, ore 15:30 UTC+1 1ª giornata | Pro Vasto | 0 – 0 | Trapani | Stadio Aragona |

| Latina 23 settembre 1973, ore 15:30 UTC+1 2ª giornata | Latina | 0 – 0 | Trapani | Stadio Domenico Francioni |

| Trapani 30 settembre 1973, ore 15:30 UTC+1 3ª giornata | Trapani   | 0 – 1       | Marsala | Stadio Polisportivo Provinciale |
| \| \| \| \| \| \| Marcatori \| 61’ Gennari \|          |           |             |         |                                 |
|                                                        |           |             |         |                                 |
|                                                        | Marcatori | 61’ Gennari |         |                                 |

| Cosenza 7 ottobre 1973, ore 15:30 UTC+1 4ª giornata    | Cosenza   | 0 – 2                | Trapani | Stadio San Vito |
| \| \| \| \| \| \| Marcatori \| 59’, 70’ Pescosolido \| |           |                      |         |                 |
|                                                        |           |                      |         |                 |
|                                                        | Marcatori | 59’, 70’ Pescosolido |         |                 |

| Crotone 14 ottobre 1973, ore 15:30 UTC+1 5ª giornata   | Trapani   | 2 – 0 | Salernitana | Stadio Polisportivo Provinciale |
| \| \| \| \| \| Pescosolido 30’, 85’ \| Marcatori \| \| |           |       |             |                                 |
|                                                        |           |       |             |                                 |
| Pescosolido 30’, 85’                                   | Marcatori |       |             |                                 |

| Trapani 21 ottobre 1973, ore 15:30 UTC+1 6ª giornata | Trapani | 0 – 0 | Pescara | Stadio Polisportivo Provinciale |

| Castellammare di Stabia 28 ottobre 1973, ore 15:30 UTC+1 7ª giornata                | Juve Stabia | 2 – 2                | Trapani | Stadio |
| \| \| \| \| \| Terreri 12’ Pierbattista 88’ \| Marcatori \| 77’, 79’ Pescosolido \| |             |                      |         |        |
|                                                                                     |             |                      |         |        |
| Terreri 12’ Pierbattista 88’                                                        | Marcatori   | 77’, 79’ Pescosolido |         |        |

| Lecce 4 novembre 1973, ore 14:30 UTC+1 8ª giornata | Lecce     | 1 – 0 | Trapani | Stadio Via del Mare |
| \| \| \| \| \| Crispino 22’ \| Marcatori \| \|     |           |       |         |                     |
|                                                    |           |       |         |                     |
| Crispino 22’                                       | Marcatori |       |         |                     |

| Trapani 11 novembre 1973, ore 14:30 UTC+1 9ª giornata         | Trapani   | 1 – 1       | Frosinone | Stadio Polisportivo Provinciale |
| \| \| \| \| \| Pescosolido 24’ \| Marcatori \| 17’ Palanca \| |           |             |           |                                 |
|                                                               |           |             |           |                                 |
| Pescosolido 24’                                               | Marcatori | 17’ Palanca |           |                                 |

| Trapani 18 novembre 1973, ore 14:30 UTC+1 10ª giornata     | Trapani   | 2 – 0 | Chieti | Stadio Polisportivo Provinciale |
| \| \| \| \| \| Cracchiolo 1’ Casisa 84’ \| Marcatori \| \| |           |       |        |                                 |
|                                                            |           |       |        |                                 |
| Cracchiolo 1’ Casisa 84’                                   | Marcatori |       |        |                                 |

| Siracusa 25 novembre 1973, ore 14:30 UTC+1 11ª giornata   | Siracusa  | 0 – 3                   | Trapani | Stadio Nicola De Simone |
| \| \| \| \| \| \| Marcatori \| 4’, 34’, 61’ Cracchiolo \| |           |                         |         |                         |
|                                                           |           |                         |         |                         |
|                                                           | Marcatori | 4’, 34’, 61’ Cracchiolo |         |                         |

| Trapani 2 dicembre 1973, ore 14:30 UTC+1 12ª giornata | Trapani   | 1 – 0 | Crotone | Stadio Polisportivo Provinciale |
| \| \| \| \| \| Baitelli 89’ (aut.) \| Marcatori \| \| |           |       |         |                                 |
|                                                       |           |       |         |                                 |
| Baitelli 89’ (aut.)                                   | Marcatori |       |         |                                 |

| Acireale 9 dicembre 1973, ore 14:30 UTC+1 13ª giornata | Acireale | 0 – 0 | Trapani | Stadio Tupparello |

| Trapani 16 dicembre 1973, ore 14:30 UTC+1 14ª giornata          | Trapani   | 1 – 1         | Nocerina | Stadio Polisportivo Provinciale |
| \| \| \| \| \| Pescosolido 12’ \| Marcatori \| 35’ Devastato \| |           |               |          |                                 |
|                                                                 |           |               |          |                                 |
| Pescosolido 12’                                                 | Marcatori | 35’ Devastato |          |                                 |

| Sorrento 23 dicembre 1974, ore 14:30 UTC+1 15ª giornata    | Sorrento  | 1 – 1       | Trapani | Stadio Italia |
| \| \| \| \| \| Montorsi 29’ \| Marcatori \| 66’ Bonetti \| |           |             |         |               |
|                                                            |           |             |         |               |
| Montorsi 29’                                               | Marcatori | 66’ Bonetti |         |               |

| Trapani 6 gennaio 1974, ore 14:30 UTC+1 16ª giornata                             | Trapani   | 0 – 5                                          | Matera | Stadio Polisportivo Provinciale |
| \| \| \| \| \| \| Marcatori \| 18’, 59’, 79’ (rig.), 87’ Stellone 79’ Chisena \| |           |                                                |        |                                 |
|                                                                                  |           |                                                |        |                                 |
|                                                                                  | Marcatori | 18’, 59’, 79’ (rig.), 87’ Stellone 79’ Chisena |        |                                 |

| Barletta 13 gennaio 1974, ore 14:30 UTC+1 17ª giornata | Barletta  | 1 – 0 | Trapani | Stadio Cosimo Puttilli |
| \| \| \| \| \| Amici 63’ \| Marcatori \| \|            |           |       |         |                        |
|                                                        |           |       |         |                        |
| Amici 63’                                              | Marcatori |       |         |                        |

| Torre del Greco 20 gennaio 1974, ore 14:30 UTC+1 18ª giornata                                  | Turris    | 4 – 1          | Trapani | Stadio Amerigo Liguori |
| \| \| \| \| \| Medeot 15’, 60’ Bruno 35’ Arbitrio 69’ (rig.) \| Marcatori \| 86’ Cracchiolo \| |           |                |         |                        |
|                                                                                                |           |                |         |                        |
| Medeot 15’, 60’ Bruno 35’ Arbitrio 69’ (rig.)                                                  | Marcatori | 86’ Cracchiolo |         |                        |

| Trapani 27 gennaio 1974, ore 14:30 UTC+1 19ª giornata | Trapani   | 1 – 0 | Casertana | Stadio Polisportivo Provinciale |
| \| \| \| \| \| Spinelli 48’ (rig.) \| Marcatori \| \| |           |       |           |                                 |
|                                                       |           |       |           |                                 |
| Spinelli 48’ (rig.)                                   | Marcatori |       |           |                                 |

#### Girone di ritorno
| Trapani 3 febbraio 1974, ore 14:30 UTC+1 20ª giornata | Trapani   | 1 – 0 | Pro Vasto | Stadio Polisportivo Provinciale |
| \| \| \| \| \| Celano 34’ \| Marcatori \| \|          |           |       |           |                                 |
|                                                       |           |       |           |                                 |
| Celano 34’                                            | Marcatori |       |           |                                 |

| Trapani 10 febbraio 1974, ore 14:30 UTC+1 21ª giornata | Trapani | 0 – 0 | Latina | Stadio Polisportivo Provinciale |

| Marsala 17 febbraio 1974, ore 14:30 UTC+1 22ª giornata                            | Marsala   | 2 – 2                    | Trapani | Stadio Antonino Lombardo Angotta |
| \| \| \| \| \| Umile 10’ Peronace 71’ \| Marcatori \| 28’ Fragasso 50’ Bonetti \| |           |                          |         |                                  |
|                                                                                   |           |                          |         |                                  |
| Umile 10’ Peronace 71’                                                            | Marcatori | 28’ Fragasso 50’ Bonetti |         |                                  |

| Trapani 24 febbraio 1974, ore 14:30 UTC+1 23ª giornata | Trapani   | 1 – 0 | Cosenza | Stadio Polisportivo Provinciale |
| \| \| \| \| \| Cracchiolo 80’ \| Marcatori \| \|       |           |       |         |                                 |
|                                                        |           |       |         |                                 |
| Cracchiolo 80’                                         | Marcatori |       |         |                                 |

| Salerno 3 marzo 1974, ore 14:30 UTC+1 24ª giornata     | Salernitana | 1 – 1      | Trapani | Stadio Vestuti |
| \| \| \| \| \| Corsi 25’ \| Marcatori \| 63’ Casisa \| |             |            |         |                |
|                                                        |             |            |         |                |
| Corsi 25’                                              | Marcatori   | 63’ Casisa |         |                |

| Pescara 17 marzo 1974, ore 14:30 UTC+1 25ª giornata       | Pescara   | 1 – 1       | Trapani | Stadio Adriatico |
| \| \| \| \| \| Capogna 31’ \| Marcatori \| 75’ Bonetti \| |           |             |         |                  |
|                                                           |           |             |         |                  |
| Capogna 31’                                               | Marcatori | 75’ Bonetti |         |                  |

| Trapani 24 marzo 1974, ore 14:30 UTC+1 26ª giornata | Trapani | 0 – 0 | Juve Stabia | Stadio Polisportivo Provinciale |

| Trapani 31 marzo 1974, ore 14:30 UTC+1 27ª giornata | Trapani | 0 – 0 | Lecce | Stadio Polisportivo Provinciale |

| Frosinone 7 aprile 1974, ore 14:30 UTC+1 28ª giornata | Frosinone | 0 – 0 | Trapani |  |

| Chieti 14 aprile 1974, ore 14:30 UTC+1 29ª giornata      | Chieti    | 1 – 1      | Trapani | Stadio |
| \| \| \| \| \| Berardi 19’ \| Marcatori \| 62’ Jesari \| |           |            |         |        |
|                                                          |           |            |         |        |
| Berardi 19’                                              | Marcatori | 62’ Jesari |         |        |

| Trapani 21 aprile 1974, ore 14:30 UTC+1 30ª giornata | Trapani   | 0 – 1        | Siracusa | Stadio Polisportivo Provinciale |
| \| \| \| \| \| \| Marcatori \| 23’ Vulpiani \|       |           |              |          |                                 |
|                                                      |           |              |          |                                 |
|                                                      | Marcatori | 23’ Vulpiani |          |                                 |

| Crotone 28 aprile 1974, ore 14:30 UTC+1 31ª giornata                                                    | Crotone   | 3 – 2                          | Trapani | Stadio Ezio Scida |
| \| \| \| \| \| Battilani 20’ Gualandri 50’ Giugno 57’ \| Marcatori \| 5’ Galletti 65’ (rig.) Bonetti \| |           |                                |         |                   |
| |           |                                |         |                   |
| Battilani 20’ Gualandri 50’ Giugno 57’                                                                  | Marcatori | 5’ Galletti 65’ (rig.) Bonetti |         |                   |

| Trapani 5 maggio 1974, ore 14:30 UTC+1 32ª giornata | Trapani | 0 – 0 | Acireale | Stadio Polisportivo Provinciale |

| Nocera Inferiore 12 maggio 1974, ore 14:30 UTC+1 33ª giornata                   | Nocerina  | 2 – 1               | Trapani | Stadio San Francesco d'Assisi |
| \| \| \| \| \| Mambrin 13’ Cremaschi 27’ \| Marcatori \| 51’ (rig.) Spinelli \| |           |                     |         |                               |
|                                                                                 |           |                     |         |                               |
| Mambrin 13’ Cremaschi 27’                                                       | Marcatori | 51’ (rig.) Spinelli |         |                               |

| Trapani 19 maggio 1975, ore 14:30 UTC+1 34ª giornata | Trapani | 0 – 0 | Sorrento | Stadio Polisportivo Provinciale |

| Matera 26 maggio 1975, ore 14:30 UTC+1 35ª giornata   | Matera    | 1 – 0 | Trapani | Stadio XXI Settembre - Franco Salerno |
| \| \| \| \| \| Stellone 67’ (rig.) \| Marcatori \| \| |           |       |         |                                       |
|                                                       |           |       |         |                                       |
| Stellone 67’ (rig.)                                   | Marcatori |       |         |                                       |

| Trapani 2 giugno 1975, ore 15:30 UTC+1 36ª giornata          | Trapani   | 1 – 1     | Barletta | Stadio Polisportivo Provinciale |
| \| \| \| \| \| De Francisci 35’ \| Marcatori \| 10’ Rossi \| |           |           |          |                                 |
|                                                              |           |           |          |                                 |
| De Francisci 35’                                             | Marcatori | 10’ Rossi |          |                                 |

| Trapani 9 giugno 1975, ore 14:30 UTC+1 37ª giornata   | Trapani   | 1 – 0 | Turris | Stadio Polisportivo Provinciale |
| \| \| \| \| \| Spinelli 35’ (rig.) \| Marcatori \| \| |           |       |        |                                 |
|                                                       |           |       |        |                                 |
| Spinelli 35’ (rig.)                                   | Marcatori |       |        |                                 |

| Caserta 28 aprile 1974, ore 15:30 UTC+1 12ª giornata    | Casertana | 2 – 0 | Trapani | Stadio Alberto Pinto |
| \| \| \| \| \| Volpi 15’ Martina 44’ \| Marcatori \| \| |           |       |         |                      |
|                                                         |           |       |         |                      |
| Volpi 15’ Martina 44’                                   | Marcatori |       |         |                      |

### Coppa Italia Semiprofessionisti

#### Fase eliminatoria a gironi
| Marsala 26 agosto 1973, ore ??:?? UTC+1 Fase a gironi | Marsala | 0 – 0 | Trapani | Stadio Antonino Lombardo Angotta |

| Catania 29 agosto 1973, ore ??:?? UTC+1 Fase a gironi | Massiminiana | 2 – 3 | Trapani | Stadio Cibali |

| Trapani 5 settembre 1973, ore ??:?? UTC+1 Fase a gironi | Trapani | 0 – 0 | Marsala | Stadio Provinciale |

| Trapani 9 settembre 1973, ore ??:?? UTC+1 Fase a gironi | Trapani | 1 – 1 | Massimiana | Stadio Provinciale |

#### Fase a eliminazione diretta
| Catania 1974, ore ??:?? UTC+1 Sedicesimi di finale - Andata | Siracusa  | 1 – 1       | Trapani | Stadio Cibali |
| \| \| \| \| \| Bozzi \| Marcatori \| Pescosolido \|         |           |             |         |               |
|                                                             |           |             |         |               |
| Bozzi                                                       | Marcatori | Pescosolido |         |               |

| Trapani 1974, ore ??:?? UTC+1 Sedicesimi di finale - Ritorno      | Trapani   | 3 – 0 | Siracusa | Stadio Polisportivo Provinciale |
| \| \| \| \| \| Cracchiolo Fragasso Pescosolido \| Marcatori \| \| |           |       |          |                                 |
|                                                                   |           |       |          |                                 |
| Cracchiolo Fragasso Pescosolido                                   | Marcatori |       |          |                                 |

| Lecce 1974, ore ??:?? UTC+1 Ottavi di finale - Andata | Lecce     | 2 – 0 | Trapani | Stadio Via del Mare |
| \| \| \| \| \| Ferrari ?’ (rig.) \| Marcatori \| \|   |           |       |         |                     |
|                                                       |           |       |         |                     |
| Ferrari ?’ (rig.)                                     | Marcatori |       |         |                     |

| Trapani 1974, ore ??:?? UTC+1 Ottavi di finale - Ritorno | Trapani   | 1 – 0 | Lecce | Stadio Polisportivo Provinciale |
| \| \| \| \| \| Fragasso \| Marcatori \| \|               |           |       |       |                                 |
|                                                          |           |       |       |                                 |
| Fragasso                                                 | Marcatori |       |       |                                 |

## Statistiche

### Statistiche dei giocatori
| Giocatore             | Presenze | Reti |
| --------------------- | -------- | ---- |
| Rosario Amato         | 20       | 0    |
| Giovanni Bonetti      | 33       | 4    |
| Filippo Calamusa      | 37       | 0    |
| Sergio Carcione       | 26       | 1    |
| Francesco Casisa      | 38       | 2    |
| Domenico Cintura      | 4        | 0    |
| Nicola Celano         | 28       | 1    |
| Piero Cracchiolo      | 37       | 6    |
| Rocco D'Aiello        | 6        | 0    |
| Vincenzo De Francisci | 29       | 0    |
| Corrado Fragasso      | 33       | 1    |
| Riccardo Filippazzo   | 4        | 0    |
| Mariano Gabriele      | 3        | 0    |
| Enzo Galletti         | 9        | 1    |
| Raffaele Jesari       | 28       | 1    |
| Giancarlo Massaccesi  | 3        | 0    |
| Giampietro Michelini  | 19       | 0    |
| Giovanni Nicoletti    | 14       | 0    |
| Alessandro Padulo     | 1        | 0    |
| Bernardo Pescosolido  | 17       | 8    |
| Natale Picano         | 20       | 0    |
| Matteo Spinelli       | 34       | 3    |